# Schmalzerode
Schmalzerode ist ein Ortsteil der Lutherstadt Eisleben im Landkreis Mansfeld-Südharz.

## Geografische Lage
Der Ort liegt etwa 5 km südwestliche der Lutherstadt Eisleben zwischen den Ortschaften Wolferode und Bornstedt auf dem waldfreien Bereich des Hornburger Sattels.

## Geschichte
Schmalzerode wurde im Jahr 1571 erstmals urkundlich erwähnt. Der Ortsname leitet sich von den Schieferschmelzern ab, die in den nahegelegenen Kupferhütten bei Bornstedt beschäftigt waren. Bereits im 14. Jahrhundert ließen sich vermutlich erste Hüttenarbeiter in der Region nieder und begründeten damit die Entstehung der heutigen Siedlung.
Bis zum 1. Januar 2005 war Schmalzerode der Hauptort der Verwaltungsgemeinschaft „Am Hornburger Sattel“. Nach deren Auflösung wurde der Ort der Verwaltungsgemeinschaft Lutherstadt Eisleben zugeordnet. Am 1. Januar 2009 erfolgte schließlich die Eingemeindung in die Lutherstadt Eisleben.